# Výrobní prefektura
Výrobní prefektury (čínsky v českém přepisu ťien, pchin-jinem jiān, znaky zjednodušené 监, tradiční 監) byly historické správní celky v některých čínských státech v 10.–14. století. Zřizovala je vláda říše Sung v ekonomicky důležitých oblastech s důležitým průmyslem nebo těžbou. Přetrvaly i v říši Jüan.

## Historie
Výrobní prefektury ťien zakládala vláda říše Sung ve zvláště hospodářsky důležitých oblastech, významných svými doly, výrobou soli apod. Byly jedním ze čtyř správních útvarů střední úrovně sungské administrativy vedle krajů čou, prefektur fu a speciálních krajů ťün.
V jejich čele stál pověřený správce č’-ťien (知監, jeho plný titul zněl č’ [název prefektury]-ťien š’). Skládaly se z několika okresů, kontrolovány byly úředníky fiskálních okruhů lu; měly však přímé spojení s centrální vládou. 
Zachovány byly i v říši Jüan.